# No Regrets (Robbie Williams-dal)
A No Regrets Robbie Williams brit énekes kislemeze, amely 1998-ban jelent meg. A dal az I’ve Been Expecting You című album második kislemeze volt. Williams ezen száma is a top 5-be tudott kerülni az Egyesült Királyságban. A dal Williams érzéseiről szól, azokról az érzésekről, amelyeket a Take That elhagyása után érzett.
A dalban háttérvokálozik Neil Tennant a Pet Shop Boys-ból és Neil Hannon a The Divine Comedy-ből.
A kislemez b-oldalas dala, az Antmusic felkerült az Egy bogár élete című filmzenealbumra is. A dal egy feldolgozásszám az Adam & the Ants-től.

## Videóklip
A No Regrets videóklipjét az a magyar származású Pedro Romhanyi rendezte, aki már több neves énekes és együttes számára készített klipeket (Rob Thomas, Pet Shop Boys, OMD).
A videóklipben Williams először egy Las Vegas-szerű színpadon tűnik fel. Pár perc múlva rájön, nem tud úgy tenni, mint aki boldog és otthagyja a színpadot. Egy benzinkúthoz gyalogol, ahol vesz egy kanna benzint. Ezután a város felé veszi az irányt, átvág a tömegen, az utakon, de eközben a kannából szivárog a benzin. Végül a kútnál egy szikra lángra lobbantja a benzin által leírt kört, és mikor a dal végén az énekes már rappel, tudjuk, hogy a láng eléri őt is. Ez egyfajta utalás arra, hogy a múltban történt események kihatnak a jelenre.
| #        | Kiadó cég   | Ország | Formátum    | Megjelent      | Produkciós cég | Rendező        | Producer | Kiadó |
| -------- | ----------- | ------ | ----------- | -------------- | -------------- | -------------- | -------- | ----- |
| 1 verzió | EMI Records | UK     | zenei video | 1998. november | Oil Factory    | Pedro Romhanyi |          |       |

## Siker
Amikor a kislemez megjelent 1998. november 30-án, a negyedik helyet szerezte meg a brit kislemezlistán. 200 000 példány kelt el belőle és ezzel a BPI ezüstlemeznek nyilvánította. Annak ellenére, hogy a dal világszerte kisebb sikert aratott, a lejátszásoknak köszönhetően a köztudatban tartotta az albumot még jó néhány hétig.

## 2009, a brit X Faktor
A brit tehetségkutató műsor, a The X Factor 6. részében 2009. október 10-én Joe McElderry énekelte el a No Regrets című dalt. Simon Cowell a zsűri egyik tagja és a műsor társproducere így kommentálta az előadást:  "ráébresztettél minket, milyen nagyszerű ez a dal".

## Különböző kiadások és dallista
UK CD1

(Megjelent: 1998. november 30-án)
1. No Regrets – 5:10
2. Antmusic – 3:31
3. Deceiving Is Believing – 4:30

UK CD2

(Megjelent: 1998. november 30-án)
1. No Regrets – 5:10
2. Sexed Up [Demo változat] – 2:14
3. There She Goes [Live] – 2:54

## Közreműködők
- Robbie Williams – vezető vokál
- Claire Worrall – háttérvokál
- Neil Tennant – háttérvokál
- Neil Hannon – háttérvokál
- Guy Chambers – billentyűs hangszerek, zongora, szintetizátor, Orchestral Samples
- Gary Nuttall – elektromos gitár
- David Catlin-Birch – akusztikus gitár
- Fil Eisler – basszusgitár
- Chris Sharrock – dobok
- Andy Duncan – ütős hangszerek

## Eladási statisztika
| Ország             | Minősítés | Eladások |
| ------------------ | --------- | -------- |
| Egyesült Királyság | ezüst     | 200,000+ |

## Slágerlistás helyezések
| Slágerlista (1998)       | Legmagasabb helyezés |
| ------------------------ | -------------------- |
| UK kislemez lista        | 4                    |
| Új-Zéland kislemez lista | 29                   |
| Osztrák kislemez lista   | 34                   |
| Svéd kislemez lista      | 43                   |
| Német kislemez lista     | 60                   |
| Francia kislemez lista   | 67                   |
| Holland kislemez lista   | 71                   |
| Olasz kislemez lista     | 12                   |